# Ратко Дражевић
Ратко Дражевић (Рвати, код Рашке, 1918 — Београд, 18. јун 1992) био је учесник Народноослободилачке борбе, друштвено-политички радник СФРЈ и СР Србије. Познат је као оперативац Управе државне безбедности (УДБ), један од оснивача спољно-трговинског предузећа „Генералекспорт”, филмски радник и директор Авала филма.

## Биографија
Рођен је 1918. године у Рватима, код Рашке. Пре Другог светског рата студирао на Ветеринарском факултету у Београду. Током студија се прикључио студентском револуционарном покрету на Београдском универзитету.
Студије је прекинуо 1941. године и отишао у партизане. Најпре се налазио у једном партизанском покрету, а касније је био повучен у позадини, где је илегално деловао као политички радник. Из рата је изашао као мајор Одељења за заштиту народа (ОЗН).

### Период у Управи државне безбедности
У првих пар месеци, после ослобођења Југославије, са првим сумраком, са Мораве чули би се рафали митраљеза. О овоме је у писаном облику сведочио и сам Ратко Дражевић, тадашњи начелник Управе државне безбедности (УДБ) у Чачку, који је написао да је имао задатак да „по цео дан и ноћ стреља људе“.
— После ослобођења сам прво био секретар краљевачког Окружног народног одбора и члан Окружног комитета КПЈ. Ту сам остао два месеца. Потом је дошло до неке реорганизације и прешао сам у Чачак, где су тражили да преузмем окружни одсек Удба, пошто је била велика територија. Мрзео сам то, али Крцун Пенезић ми је просто наредио: „Мораш да пређеш. Ј... се, научићеш временом како се то ради!“ — записао је Дражевић.
Одмах након Другог светског рата, Управа државне безбедности ствара одреде за ликвидацију. Ратко Дражевић је био организатор група за ликвидацију. Он је био из Рашке и он је био тај који је прикупио неколико способних људи који убијају припаднике ЈВуО. Не по рацијама и шумама, већ код куће, јатака... О том времену Дражевић говори:
„„Чистили” смо по бањи (Врњачка бања) и уклањали чак и оне који су нам сметали да дођемо до жена. Ми смо стрељали у зимско доба у подруму Озне у Краљеву. Нисмо могли нигде да их вучемо, па смо их, једног преко другог, ређали у једном склоништу, а оно хладноћа, цича зима, тела им се смрзнула. Кад смо напунили то склониште, бацили смо бомбе, да падну дрвени носачи и све затрпамо и заувек предамо забораву. Дан-данас у тој згради живи неких 500-600 људи, а нико и не зна колико је невиних људи, искрених демократа, уграђено у њене темеље, само што нису били по укусу нас комуниста”.
Једна од интересантнијих личности шездесетих и седамдесетих година, коју прати доста контроверзи. Човек Удбе, плејбој и пре свега директор Авала филма, у време кад су у Београд стизала најпознатија филмска имена, како глумачка, тако и редитељска.
Један од првих и највећих српских комунистичких ликвидатора и плејбоја био је Ратко Дражевић. Власник несвакидашње биографије себе је описивао као особу која је убила 2.000 људи и спавала са истим толиким бројем жена. У својој политичко-љубавној каријери стигао је да буде партизан, агент Удбе, оснивач Генексовог представништва у Њујорку, ловац на Павелића и Артуковића, филмски радник, директор Авала филма, а најпознатији је био као човек који је највише лепотица тог доба одвео у кревет. Готово да није постојала домаћа лепотица коју овај плејбој — удбаш није пропустио кроз прсте, а једна од најпознатијих од њих је сигурно Оливера Катарина.
Оставио је мајор Дражевић у свом животном тестаменту и друге, веома занимљиве записе - како се, бавио шпијунажом, па како се бавио шверцом накита, енглеских штофова, цигарета... Све, наравно, у корист државе.

### Период у филмској индустрији
Средином шездесетих, СФРЈ почиње да се отвара према западу и почиње да ради извоз. У иностранство шаљу, школоване, превејане агенте Удбе, који знају да раде разне послове. Ратко је био један од таквих. Потом се сретао с дипломатским и трговачким аташеима а када се вратио у земљу, онда је те странце изводио по Мажестику, Лотосу... локалима који су били озвучени, и тако је ушао у јавност. Он је први удбаш који је постао медијска звезда.
Пошто је постао први човек Авала филма 1962. године, пошло му је за руком да доведе на снимање у Београд најпознатије звезде: Орсона Велса, Ентонија Квина, Клинта Иствуда, Берта Ланкастера, Френсиса Форда Кополу, Џејмса Мејсона и друге. Био је један од највећих продуцената југословенског филма икад и творац београдског Холивуда у Кошутњаку. Дотадашњи сиви социјализам добија веселије боје.
Ратко Дражевић је, у ствари, доведен на чело Авала филма у тренутку када је комунистичка власт схватила да, осим што може да буде централни филмски студио, може да буде и предузеће преко кога ће Удба да дође до девиза радећи са странцима. Тадашња државна власт је схватила да је филмска индустрија врло уносан економски посао. Ратко Дражевић као човек који је говорио разне језике, добро се сналазио у свету, и фантастично умео да комуницира је доведен да успостави такву везу са западом. По директиви Јосипа Броза Тита, његов задатак био је да отвори канале према Западу, да доведе холивудске, италијанске и остале западне копродукције и да донесе америчке доларе.
И онда тај човек, такав какав јесте, запосли људе попут Борислава Михајловића Михиза, Слободана Селенића, да шансу Живојину Жики Павловићу, Душану Макавејеву, Бориславу Пекићу. Власт каже: „Хоћемо да освојимо Кан” — и онда сниме филм Скупљачи перја.
Како је интересантан његов долазак на чело Авале, тако је интересантан и његов одлазак односно гушење те велике куће у корист неких западнијих центара.
Ујак је познате сликарке Биљане Вилимон, која сведочи да је Ратко, после погибије његовог великог пријатеља Слободана Пенезића Крцуна, отишао из Југославије у Италију где је био генерални директор филмске куће „Проди“. Због тог поступка Ратко је обележен као непријатељ режима.

### Љубав са Оливером Катарином
У јавности је позната његова веза са Оливером Катарином. О својој љубави са Ратком Дражевићем говори:
— Уз мене је тада био Ратко Дражевић, српски „Џејмс Бонд“, озбиљан српски обавештајац, жестоки патриота, који, је, истовремено, био први човек српске филмске индустрије. Живели смо седам година у ванбрачној заједници. Била је то велика, драматична љубав. Ратко Дражевић је, већ био разведен од своје „сироте Живке“, како ју је увек звао. На милион један начин показивао је велику љубав према мени. Живели смо заједно у Риму, Паризу, Београду. Снажна личност, еруптивна, духовита, јака. Он је био груб човек, маркантан, са јаким обрвама, крупан, висок, а био је нежан као свила према мени.

### Занимљивости
Осим што је главни лик великог броја анегдота и урбаних легенди, један је од главних ликова у филму Динка Туцаковића „Доктор Реј и ђаволи“. Ратка Дражевића у овом филму игра Драган Бјелогрлић, а филм се бави једном специфичном темом — америчким редитељем Николасом Рејом, који се шездесетих година затиче у Београду и долази у филмску кућу „Авала филм“, на чијем челу се налази Ратко Дражевић.